# Cathédrale Saint-Nicolas de Bielsko-Biała
Cette  cathédrale n’est pas la seule cathédrale Saint-Nicolas.
La cathédrale Saint-Nicolas (en polonais : Kościół katedralny św. Mikołaja) est une église catholique située à Bielsko-Biała, dans la voïvodie de Silésie. Elle est l'église-mère du diocèse de Bielsko-Żywiec depuis sa création en 1992.

## Présentation

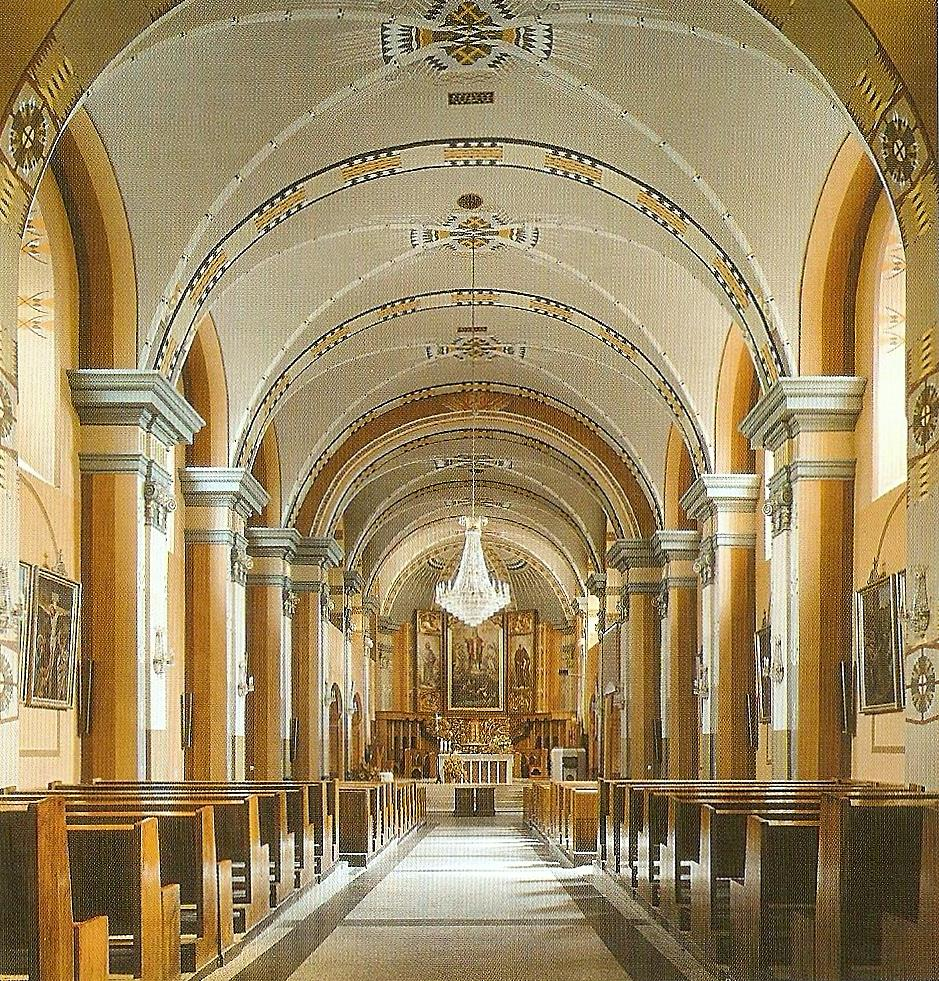
L'intérieur de la cathédrale.

Construite de 1443 à 1447, cette imposante église gothique domine la place du marché (Rynek). Convertie en temple protestant de 1559 à 1630, ravagée par le feu à plusieurs reprises, elle est restaurée au début du XXe siècle par l'architecte viennois Leopold Bauer. Les vitraux, réalisés par le maître-verrier Rudolf Harflinger (lui aussi viennois), datent également de cette période (1912).
L'un des éléments caractéristiques de cet édifice est son clocher, haut de 61 mètres, qui constitue un repère majeur du paysage urbain.